# بازی شفاهی
بازی شفاهی یک نوع بازی است که به جای کارت‌ها، تخته‌ها، مهره‌های بازی یا سایر وسایل، به صورت شفاهی و با استفاده از کلمات انجام می‌شود. از جمله بازی‌هایی که در این رده قرار می‌گیرند می‌توان به بیست‌سؤالی اشاره کرد.